# HD 42818
HD 42818，又名BD+69 371，SAO 13788、HR 2209，是一颗恒星，视星等为4.8，位于銀經145.16，銀緯22.46，其B1900.0坐标为赤經6h 7m 49.6s，赤緯+69° 22.46′ 19″。